# Ultima ispită a lui Isus
Ultima ispită a lui Isus (1988, The Last Temptation of Christ) este un film dramatic regizat de Martin Scorsese. Este o adaptare a controversatului roman omonim din 1953 scris de Nikos Kazantzakis. În rolurile principale interpretează Willem Dafoe ca Isus Hristos, Harvey Keitel ca Iuda Iscarioteanul, Barbara Hershey ca Maria Magdalena, David Bowie ca Pilat din Pontius și Harry Dean Stanton ca apostolul Paul. Filmul a fost turnat în totalitate în Maroc. Filmul este recomandat dupa 15 ani,datorita violentei puternice

## Prezentare
Ca și romanul, filmul prezintă viața lui Isus Hristos și lupta sa cu diversele forme ale ispitei, inclusiv teama, îndoiala, depresia, reticență și pofta. Acest lucru duce în carte și în film la descrieri ale lui Hristos în care este ispitit prin implicarea sa imaginară în activități sexuale, o noțiune care a provocat indignare din partea unor creștini. Filmul include un avertisment, explicând că se depărtează de la reprezentarea biblică acceptată a vieții lui Isus și nu se bazează pe Evanghelii.

## Premii și nominalizări
Scorsese a primit o nominalizare la Premiul Oscar pentru cel mai bun regizor, și interpretarea lui Hershey ca Maria Magdalena a primit o nominalizare la un Glob de Aur pentru cea mai buna actriță într-un rol secundar.

## Distribuție
- Willem Dafoe ca Iisus
- Harvey Keitel ca Iuda Iscarioteanul
- Steve Shill ca Centurion
- Verna Bloom ca Maria, mama lui Iisus
- Barbara Hershey ca Maria Magdalena
- Roberts Blossom ca Maestru în vârstă
- Barry Miller ca Ieroboam
- Gary Basaraba ca Andrei
- Irvin Kershner ca Zevedeu
- Victor Argo ca Petru
- Paul Herman ca Filip
- John Lurie ca Iacov
- Leo Burmester ca Bartolomeu
- Andre Gregory ca Ioan Botezătorul
- Alan Rosenberg ca Toma
- Nehemiah Persoff ca Rabin
- Harry Dean Stanton ca Saul din Tars/Pavel
- Peter Berling ca Beggar
- David Bowie ca Pilat din Pont
- Leo Marks ca vocea Satanei
- Juliette Caton ca fată înger
- Martin Scorsese ca Isaia (nemenționat)